# Santiago (Bolívar)
Santiago ist eine Ortschaft und eine Parroquia rural („ländliches Kirchspiel“) im Kanton San Miguel de Bolívar der ecuadorianischen Provinz Bolívar. Die Parroquia besitzt eine Fläche von 55,14 km². Die Einwohnerzahl lag im Jahr 2010 bei 1749.

## Lage
Die Parroquia Santiago liegt in der Cordillera Occidental. Die Längsausdehnung in Ost-West-Richtung beträgt etwa 17 km. Das Gebiet reicht vom Río Chimbo im Westen bis zum 4320 m hohen Hauptkamm des Gebirges im Osten. Der Río Cañi entwässert den Ostteil der Parroquia nach Südwesten. Der etwa 2570 m hoch gelegene Hauptort befindet sich 5 km ostnordöstlich vom Kantonshauptort San Miguel. 
Die Parroquia Santiago grenzt im Norden an die Parroquia San Lorenzo (Kanton Guaranda), im Osten und im östlichen Süden an die Provinz Chimborazo mit dem Municipio Villa La Unión und den Parroquias San Juan de Velasco und Cañi (alle drei im Kanton Colta), im Südwesten an die Parroquia San Vicente sowie im Westen an die Parroquias San Miguel und San José de Chimbo.

## Ökologie
Im Osten der Parroquia befindet sich das Schutzgebiet Bosque Protector Cashca Totoras.